# Alessandra Sensini
Alessandra Sensini (Grosseto, Itàlia 1970) és una regatista de vela esportiva italiana, especialitzada en windsurf, i guanyadora de 4 medalles olímpiques.

## Biografia
Va néixer el 26 de gener de 1970 a la ciutat de Grosseto, població situada al sud de la regió de la Toscana.

## Carrera esportiva
Va participar, als 22 anys, en els Jocs Olímpics d'Estiu de 1992 celebrats a Barcelona, on finalitzà en setena posició en la prova femenina de windsurf. En els Jocs Olímpics d'Estiu de 1996 realitzats a Atlanta (Estats Units) aconseguí guanyar la medalla de bronze en aquesta prova, metall que es transformà en medalla d'or en els Jocs Olímpics d'Estiu de 2000 realitzats a Sydney (Austràlia). En els Jocs Olímpics d'Estiu de 2004 realitzats a Atenes (Grècia) aconseguí guanyar altre cop la medalla de bronze, i en els Jocs Olímpics d'Estiu de 2008 realitzats a Pequín (Xina) aconseguí guanyar, als 38 anys, la medalla de plata.
Al llarg de la seva carrera ha guanyat 5 medalles en el Campionat del Món de vela, destacant les medalles d'or dels anys 2000, 2004 i 2006. En el Campionat d'Europa de vela ha aconseguit 7 medalles, destacant els ors de 1997, 2001 i 2003. També ha aconseguit dues victòries en els Jocs del Mediterrani els anys 1997 i 2001.